# Monte Fridtjof Nansen
Il Monte Fridtjof Nansen (in lingua inglese: Mount Fridtjof Nansen) è una massiccia montagna antartica, alta 4.070 m, che domina l'area tra le testate del Ghiacciaio Strom e del Ghiacciaio Axel Heiberg, nei Monti della Regina Maud, in Antartide. 

## Storia
Fu scoperta nel novembre 1911 dall'esploratore polare norvegese Roald Amundsen durante la sua spedizione antartica che mirava a raggiungere il Polo Sud (1910-1912). La denominazione fu assegnata dallo stesso Amundsen in onore del compatriota Fridtjof Nansen, esploratore polare che aveva molto contribuito alla riuscita della spedizione di Amundsen.